# Achaea klugii
Achaea klugii is een vlinder van de familie van de spinneruilen (Erebidae). De wetenschappelijke naam van deze soort is voor het eerst voorgesteld als Ophiusa klugii door Jean Baptiste Boisduval in een publicatie uit 1833.

## Verspreiding
De soort komt voor in tropisch Afrika waaronder Senegal, Gambia, Guinee, Sierra Leone, Ivoorkust, Burkina Faso, Ghana, Nigeria, Kameroen, Sao Tomé en Principe, Gabon, Congo-Brazzaville, Congo-Kinshasa, Ethiopië, Oeganda, Kenia, Rwanda, Tanzania, Angola, Zambia, Malawi, Mozambique, Zimbabwe, Zuid-Afrika, Eswatini, Madagaskar, de Seychellen, Réunion en Mauritius.

## Waardplanten
De rups leeft op Smilax anceps Willd. (Smilacaceae).